# Movistar Arena (Santiago de Chile)
Die Movistar Arena ist eine Mehrzweckhalle in der chilenischen Hauptstadt Santiago de Chile, Región Metropolitana. Sie liegt im Parque O’Higgins und bietet 12.000 Sitzplätze. Mit Stehplätzen sind es 16.000 Besucherplätze. Sie wird für Sport-, Kultur-, Messe- und Freizeitveranstaltungen genutzt. Im Park befindet sich auch eine Schwimmhalle und eine Tennisanlage sowie der Vergnügungspark Fantasilandia.

## Geschichte

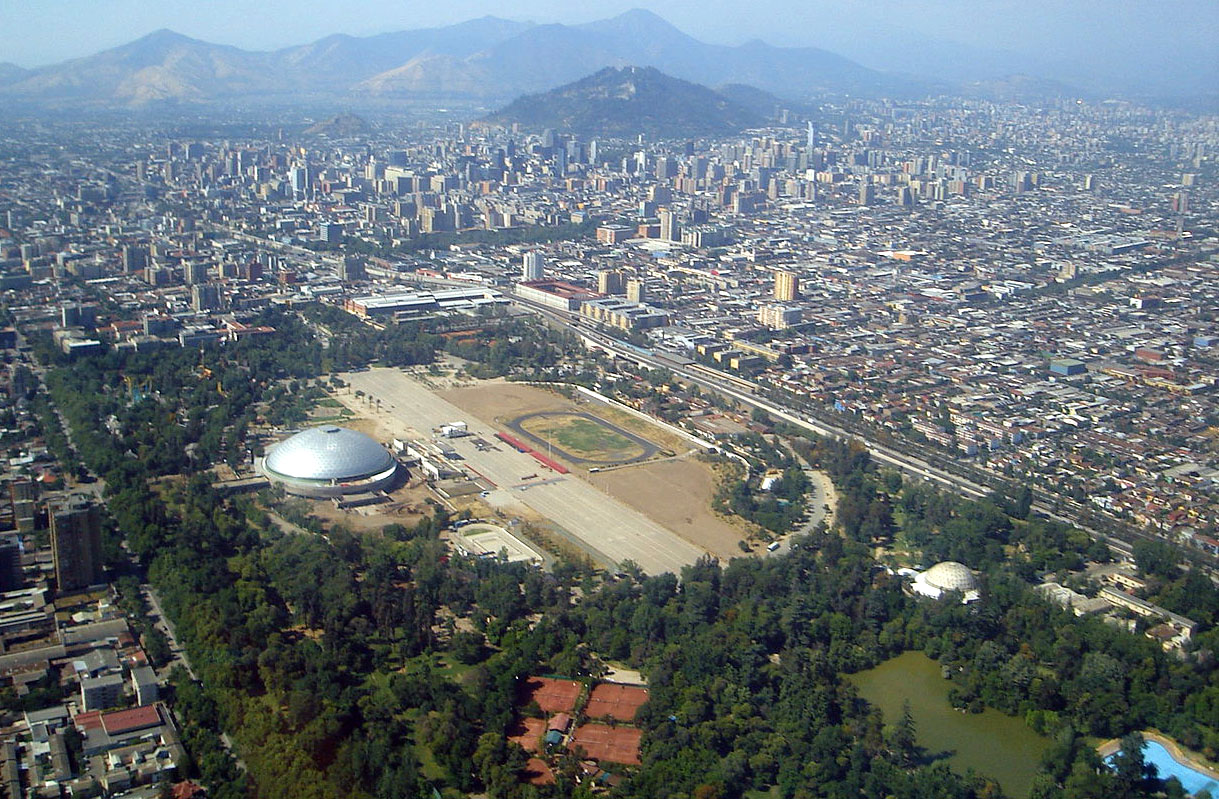
Die Movistar Arena im Parque O’Higgins

Entworfen wurde der  Bau von Mario Recordón im Jahr 1956 als Metropolitan Indoor Stadium und sollte ein Austragungsort der Basketball-Weltmeisterschaft 1959 werden. Die finanzielle Unterstützung für das Projekt blieb jedoch aus und ging an die Renovierung und Erweiterung des Stadions Estadio Nacional de Chile, welches ein Spielort der Fußball-Weltmeisterschaft 1962 wurde. 1998 entschloss sich Eduardo Frei Ruiz-Tagle dazu, die Arena zu komplettieren. Unterstützt wurde die Fertigstellung mit Spenden der Bevölkerung sowie einer Leihgabe von mehreren Millionen US-Dollar des Unternehmens Hiller Investments. Der Käufer des überdachten Stadions Peter Hiller und Michelle Bachelet eröffneten das Bauwerk als Arena Santiago am 15. April 2006.
Die Movistar Arena ist eine häufig genutzte Konzertarena. Es treten vorwiegend südamerikanische Künstler und Bands wie z. B. Ricardo Arjona, Luis Miguel, Chayanne, Américo, Daddy Yankee oder Romeo Santos auf. Aber auch international bekannte Musiker wie Stevie Wonder, Marc Anthony, die Scorpions, Europe, Julio Iglesias, Eric Clapton, André Rieu, Lana Del Rey, Iron Maiden, Sarah Brightman, Erykah Badu, Luis Fonsi, Whitesnake, Weezer, Lauryn Hill und Jason Mraz standen schon in der Halle auf der Bühne.